# Pepete (José Gallego Mateo)
Pour les articles homonymes, voir Mateo (homonymie), Gallego et Pepete.
José Gallego Mateo dit « Pepete III », né à Séville (Espagne) le 19 mars 1883, mort à Murcie (Espagne) le 7 septembre 1910, était un matador espagnol.

## Présentation
Sur les carteles (« affiches »), il se fait appeler José Claro « Pepete » sans doute car son patronyme José Gallego lui paraissait peu taurin. (Gallego signifie « gallicien », habitant de la Galice ; à l’époque, il n’existait en Galice aucune arène)
Après son alternative, il est vu en Espagne et surtout au Mexique. Selon ses contemporains, il était courageux et avait une bonne technique, mais sa faible constitution physique, la lenteur de ses jambes, son manque d'agilité le mettaient à merci des taureaux, ce qui explique que durant ses cinq années de carrière de matador, il fut gravement blessé à sept reprises.
Le 7 septembre 1910, dans les arènes de Murcie, au cours d’un mano a mano avec « Machaquito », le premier taureau de l’après-midi, « Estudiante » de la ganadería de Parladé, renversa un picador. « Pepete » se précipita à son secours mais le taureau lui infligea un coup de corne dans la cuisse droite, entraînant rupture de l’artère fémorale. Il mourut quelques minutes plus tard à l’infirmerie des arènes.

### Carrière
- Présentation à Madrid comme novillero : 11 mai 1905 aux côtés de « Regaterín », « Bienvenida » et « Angelillo ». Novillos des ganaderías du duc de Veragua et de Bañuelos.
- Alternative : Séville (Espagne) le 28 septembre 1905. Parrain, « Bonarillo » ; témoin, Ricardo Torres « Bombita ». Taureaux de la ganadería de Murube
- Confirmation d’alternative à Madrid : 27 mai 1906. Parrain, « Lagartijillo » ; témoins, Antonio Fuentes et Antonio Montes. Taureaux des ganaderías du duc de Veragua et d'Urcola.